# 5-Hydroxycytosin
5-Hydroxycytosin ist eine heterocyclische organische Verbindung mit einem Pyrimidingrundgerüst. Es ist ein Derivat der Nukleinbase Cytosin mit einer zusätzlichen Hydroxygruppe in Position 5. Experimentell wurde gezeigt, dass es in E.coli von der Endonuklease III aus geschädigter DNA entfernt wird. Es entsteht durch die Dehydration von dem, durch die Oxidation von Cytosin entstehenden, Cytosinglycol. Bei Alzheimererkrankten kommt diese Mutation der DNA häufiger vor als bei nicht Erkrankten.